# Järnvägslinjen Finspång–Kimstad
Järnvägslinjen Finspång–Kimstad används för godstransporter till och från Finspång och Skärblacka.

## Historia
Norra Östergötlands Järnvägar (NÖJ) var ett privat konsortium som 1896 köpte de privatbyggda banorna Finspång-Norsholms Järnväg, som hade öppnat för trafik 1885, och Pålsboda-Finspång Järnväg. Baserat på 1939 års riksdagsbeslut köpte staten NÖJ 1950 som därefter ingick i Statens Järnvägar. I samband med att nedläggningen av smalspårstrafiken i Östergötland påbörjades, fick sträckan Kimstad - Skärblacka en tredje skena för normalspår 1960. Normalspårig godstrafik gick därefter till bruket i Skärblacka. Banan mellan Skärblacka och Finspång breddades till normalspår 1962 och därmed var all smalspårstrafik nedlagd på sträckan. Banan hade persontrafik med rälsbuss från Linköping  efter breddningen men den upphörde 1970.
I augusti 2016 spårade ett godståg ur på linjen i höjd med Sundet. Den efterföljande utredningen kunde inte förklara orsaken till olyckan, men flera delar av linjen rustades upp efter detta.
Under 2022 påbörjades elektrifiering av banan mellan Kimstad och Skärblacka bruk, arbetet var färdigt sommaren 2023. Detta skedde för att kunna utöka kapaciteten på banan, och för att kunna ersätta diesellok med ellok.

## Trafik
Det transporteras skogsprodukter till Billerud AB i Skärblacka. Det finns begränsad godstrafik till och från industrin i Finspång. 